# فهرست فرودگاه‌های کومور
این مقاله شامل فهرست فرودگاه‌های اتحاد قمر است که بر پایهٔ مکان قرارگیری آن‌ها مرتب شده است.

## فهرست
| مکان   | کد فرودگاهی ایکائو | کد فرودگاهی یاتا | نام فرودگاه                            |
| ------ | ------------------ | ---------------- | -------------------------------------- |
| آنژوان | FMCV               | AJN              | فرودگاه اوانی                          |
| Mohéli | FMCI               | NWA              | فرودگاه موهلی بندر السلام              |
| مورونی | FMCN               | YVA              | فرودگاه ایکونی                         |
| مورونی | FMCH               | HAH              | فرودگاه بین‌المللی شاهزاده سعید ابراهیم |